# Charmont (Marne)
Charmont é uma comuna francesa na região administrativa do Grande Leste, no departamento de Marne. Estende-se por uma área de 22.79 km², e possui 231 habitantes, segundo o censo de 2018, com uma densidade de 10 hab/km².